# Salvador Rivas Martínez
Salvador Rivas Martínez   (Madrid, 16 de juliol de 1935 - Pozuelo de Alarcón, 27 d'agost de 2020) fou un biòleg espanyol.
Va néixer dins una família d'apotecaris i botànics, com el seu avi, Marcelo Rivas Mateos, amb una presència de més de cent anys a la universitat espanyola. Ha compaginat la botànica amb la passió per l'escalada. Es mostra contrari respecte a la gran importància que es dona al canvi climàtic actual.
Es va doctorar en farmàcia l'any 1961 i es va llicenciar en biologia el 1967. Va ser catedràtic de botànica a la Facultat de Farmàcia de la Universitat de Barcelona i vicerrector de la Universitat Complutense de Madrid.
Entre altres càrrecs fou vicepresident de l'Associació Internacional de Fitosociologia.

## Algunes obres
- “Aportaciones a la fitosociología hispánica” (1955)
- “Die Pflanzen-gesellschaften des Ausendeichslandes von Neuwer” (1957)
- “Acerca de la Ammophiletea del Este y Sur de España” (1958)
- "Estudio agrobiológico de la provincia de Sevilla, memoria y mapa de vegetación” (1962)
- “El dinamismo de los majadales silíceos extremeños” (1963)
- “Une espèce nouvelle d'Asplenium d'Espagne” (1967)
- “Notas sobre el género Marsilea en España” (1969)
- “Notas sobre la flora de la Cordillera Central” (1971)
- “La vegetación de la clase Quercetea ilicis en España y Portugal” (1974)
- “De plantis hispaniae, notulae, systematicae, chorologicae et ecologicae” (1976)
- “Observaciones syntaxonomiques sur quelques vegetations du Valais Suisse, Documents phytosociologiques” (1978)
- “Sobre la vegetación de la Serra da Estrela (Portugal)” (1981)
- “La erosión de los suelos de Andalucía: la cobertura vegetal y su importancia en los fenómenos erosivos” (1982)
- “Memoria del mapa de series de vegetación de España 1: 400.000”. 268 pp. ICONA. Ministerio de Agricultura, Pesca y Alimentación, Madrid. ISBN 84-85496-25-6 (1987)
- “El proyecto de cartografia e inventariación de los tipos de habitats de la directiva 92/43/CEE en España” (1993)